# День скорби
День скорби (перс. روز غم‎‎ ruz-e gham) — день, отмечаемый некоторыми мусульманами (в большинстве, шиитами) в ознаменование уничтожения кладбища Аль-Баки саудовским королем Абдулазизом ибн Саудом. По григорианскому календарю снос произошел 21 апреля 1926 года. Согласно лунномму исламскому календарю, уничтожение исламской святыни выпало на 8-е число месяца Шавваль, поэтому относительно григорианского календаря даты дня скорби двигаются примерно на 11 дней раньше каждый год.  На кладбище покоятся тела многих Ахль аль-Байт, членов семьи Мухаммеда, которые играют центральную роль в шиитском исламском богословии.

## Кладбище Аль-Баки
На кладбище были похоронена дочь Мухаммеда, Фатима, а также, многие прочие его родственники.